# Дивле
 Тази статия е за селото в Северна Македония.  За селото в България вижте Дивля.  
Дивле или Дивля (тъй като л е палатализиран името се среща и с неправилното днес изписване Дивлье, на македонска литературна норма: Дивље) е село в община Ибрахимово (Петровец) на Северна Македония.

## География
Селото се намира в областта Блатия в западното подножие на Градищанската планина.

## История
Главната селска църква „Успение Богородично“ е изградена и изписана в 1604 година.
В края на XX век Дивле е българско село в Скопска каза на Османската империя. Според статистиката на Васил Кънчов („Македония. Етнография и статистика“) към 1900 година в Дивлье живеят 455 българи християни.
В началото на XX век цялото село е под върховенството на Българската екзархия. По данни на секретаря на екзархията Димитър Мишев (La Macédoine et sa Population Chrétienne) в 1905 година в Дивле има 720 българи екзархисти и в селото функционира българско училище.
В 1910 година селото пострадва при обезоръжителната акция. В селото са изтезавани Диме Спасов, Мане Митрев, Стойчо Недков, Траян Павлев, Моно Милошев (60 г.), Насе Боцев, Мите Дончев, Лазо Митрев, Петре Гелев, Дане Стефанов, Боце Дойчинов и баща му Сокол Дойчинов, Петре Петров и син му Антон Петров, мухтара на селото Косто Станчев, Манасия Богатинов, Петре Динев, Троян Стефанов, Моне Иванов, Трайче Павлов, Милан Вълков, Трайко Василев, градски свещеник в Скопие.
При избухването на Балканската война в 1912 година 12 души от Дивле са доброволци в Македоно-одринското опълчение.
След Междусъюзническата война в 1913 година селото попада в Сърбия.
В Първата световна война 6 души от селото загиват като войнци в Българската армия.
На етническата си карта от 1927 година Леонард Шулце Йена показва Дубле (Dublje) като село с неясен етнически състав.
Според преброяването от 2002 година селото има 28 жители – 25 северномакедонци и 3 сърби.

## Личности
Родени в Дивле
- Гьошо Давчев, български революционер, деец на ВМОРО, през Първата световна война, по случай 15-ата годишнина от Илинденско-Преображенското въстание, е награден с орден „За военна заслуга“ за заслуги към постигане на българския идеал в Македония[10]
- Диме Спасов, български революционер, деец на ВМОРО, четник на Кръсто Лазаров в 1915 година[11]
- Лазар Велков (Лазар Дивлянец, Лазар Дивлянски) (1880 – 1924), български революционер
- Мане Митрев, български общественик, през Първата световна война награден с орден „Св. Александър“ за укрепване на националния дух в Македония[12]
- Мане Стоянов, български революционер от ВМОРО, четник на Васил Аджаларски[13]
- Милан Стоянов, български революционер от ВМОРО, четник на Тане Николов[14]
- Митре Арсов, български революционер от ВМОРО, четник на Васил Аджаларски на два пъти[15]
- Петър (Петре) Костов Георгиев (1892 – ?), македоно-одрински опълченец, нестроева рота на 2 скопска дружина[16] Деец на ВМРО[17]
- Петър Манев, български революционер, деец на ВМРО[18]